# Leo Davenport
Leo H. Davenport, född 1908, var en engelsk motorcykelförare. 
Davenport debuterade på AJS 1924 och hade åren omkring 1930 sina största framgångar på Englands och kontinentens racerbanor. Han vann 350 cm³-klassen i Europas GP på AJS 1929 samt 250 cm³-klassen i Engelska TT och Frankrikes GP 1932 och Eilenriedeloppet 1933 på New Imperial. Han körde framför allt New Imperial men tidvis även AJS, Velocette, Rudge, Excelsior och Norton. Han var en med sin maskin väl förtrogen förare, som grundligt förberedde sig för varje tävlingslopp. Vid ett par tillfällen tävlade han i Sverige och vann 1931 på Rudge 250 cm³-klassen i Sveriges GP. Han placerade sig som trea i samma klass 1933, då denna tävling gällde Europas GP.